# Jakobsnes
Jakobsnes és una vila que pertany administrativament al municipi de Sør-Varanger, al comtat noruec de Finnmark. Té 271 habitants. No hi ha dades de superfície. La vila és a la costa del fiord de Varanger, i és a 6 quilòmetres del poble veí d'Elvenes.